# Liste der Biografien/Goz
Liste der Biografien |
Portal Biografien |
Personensuche
# |
A |
B |
C |
D |
E |
F |
G |
H |
I |
J |
K |
L |
M |
N |
O |
P |
Q |
R |
S |
T |
U |
V |
W |
X |
Y |
Z |
?
 
Ga |
Gb |
Gc |
Gd |
Ge |
Gf |
Gh |
Gi |
Gj |
Gk |
Gl |
Gm |
Gn |
Go |
Gp |
Gq |
Gr |
Gs |
Gu |
Gv |
Gw |
Gy |
Gz
 
Goa |
Gob |
Goc |
God |
Goe |
Gof |
Gog |
Goh |
Goi |
Goj |
Gok |
Gol |
Gom |
Gon |
Goo |
Gop |
Gor |
Gos |
Got |
Gou |
Gov |
Gow |
Goy |
Goz
Die Liste der Biografien führt alle Personen auf, die in der deutschsprachigen Wikipedia einen Artikel haben. Dieses ist eine Teilliste mit 60 Einträgen von Personen, deren Namen mit den Buchstaben „Goz“ beginnt.

## Goz
- Goz, Abram Rafailowitsch (1882–1940), russischer Revolutionär und Politiker
- Gőz, Balázs (* 1992), ungarischer Eishockeyspieler
- Göz, Gernot (* 1947), deutscher Kieferorthopäde, Mund-Kiefer-Gesichtschirurg und Hochschullehrer
- Göz, Gottfried Bernhard († 1774), Maler und Kupferstecher des Rokoko
- Göz, Hans (1884–1961), deutscher Jurist und Politiker
- Göz, Karl von (1844–1915), deutscher Rechtswissenschaftler und Politiker
- Gőz, László (* 1954), ungarischer Posaunist und Musikproduzent
- Goz, Richard, Vizegraf von Avranches
- Göz, Wilhelm (1891–1934), deutscher Altphilologe und Bibliothekar

### Goza
- Gözalan, Johannes Sevket (* 1960), deutsch-türkischer Manager bei Computec Media AG
- Gözalan, Muammer (1903–1985), türkischer Schauspieler
- Gozali, Jenna (* 1990), indonesische Badmintonspielerin, später für die USA startend
- Gözalır, Suğdem (* 1994), türkische Schauspielerin
- Gozard, Gilles (1910–1976), französischer Politiker, Mitglied der Nationalversammlung
- Gözay, Murat (* 1972), deutscher Politiker (Bündnis 90/Die Grünen), MdHB

### Gozb
- Gozbald († 855), Abt von Niederaltaich, Bischof von Würzburg, Kanzleileiter Ludwigs des Deutschen
- Gozbert, Abt
- Gozbert († 1001), deutscher Benediktiner

### Gozd
- Gozdek, Nicole (* 1978), deutsche Autorin
- Goździak, Dariusz (* 1962), polnischer Pentathlet

### Goze
- Goze, Brigitte, ivorische Leichtathletin
- Göze, Julius (* 2004), deutscher Kinderdarsteller
- Gozell, Rolf (1935–2008), deutscher Hörspielautor
- Gozelo († 942), Graf im Ardennengau
- Gözen, Deniz (* 1990), türkische Schauspielerin
- Gözen, Melis (* 1990), türkische Schauspielerin
- Gozen, Shizuka, Tänzerin in Kyōto und Geliebte des Minamoto no Yoshitsune
- Gozew, Milan (1906–2010), bulgarischer Politiker
- Gozew, Swetoslaw (* 1990), bulgarischer Volleyballspieler
- Gozewijn Comhaer († 1447), isländischer Geistlicher

### Gozg
- Gözgeç, Batuhan (* 1990), türkischer Boxer

### Gozi
- Gozi, Sandro (* 1968), italienischer Politiker (PD), Staatssekretär für europäische Angelegenheiten der Regierung des Präsidenten des Ministerrats Matteo Renzi
- Gozier, Bernie (1917–1979), US-amerikanischer Schauspieler
- Goziridse, Ewa (* 1963), georgische Juristin

### Gozl
- Gozlan, Christine (* 1958), französische Filmproduzentin
- Gozlan, Léon (1803–1866), französischer Schriftsteller
- Gozlan, Yann (* 1977), französischer Filmregisseur und DrehbuchautorYann Gozlan (* 1977)

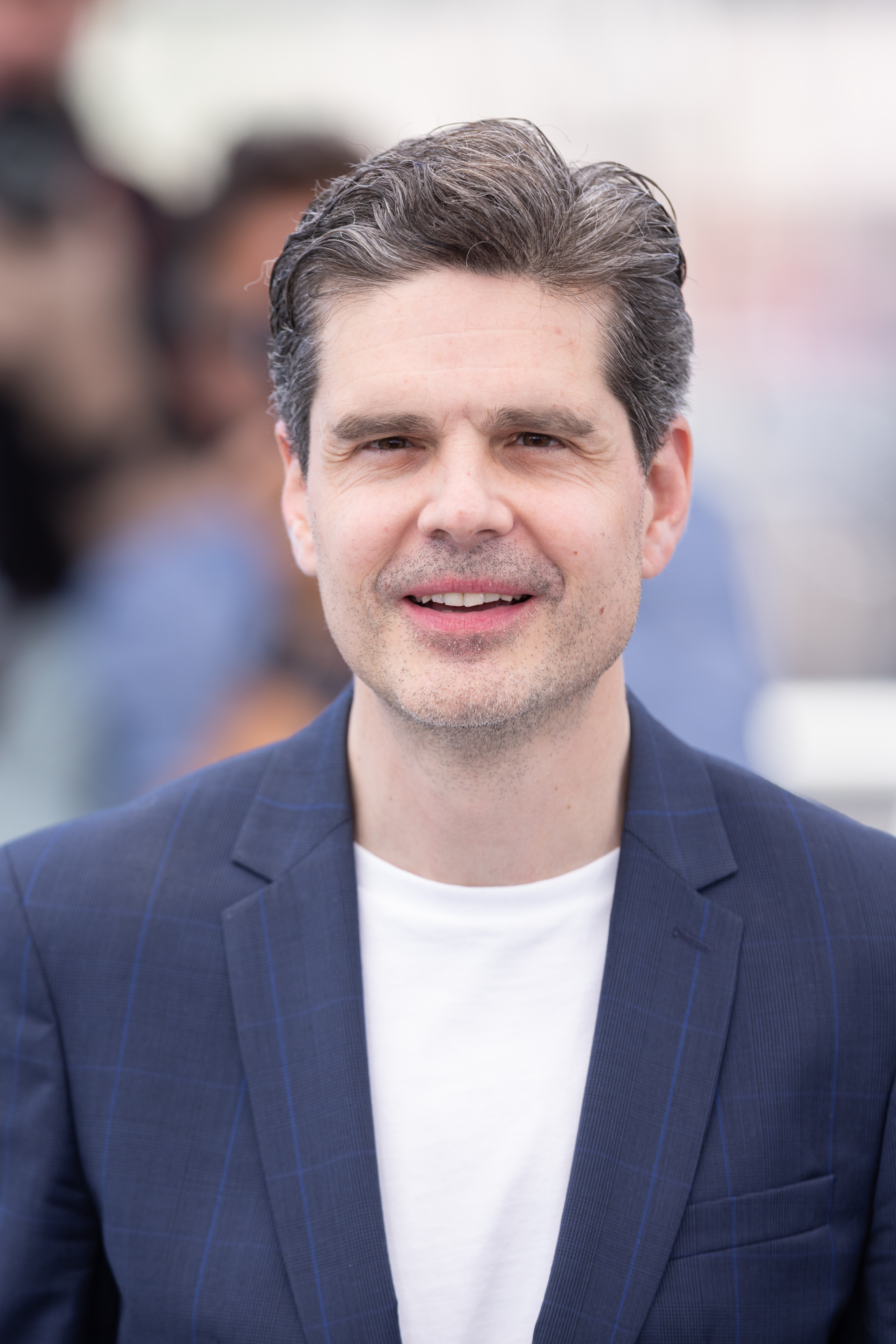
Yann Gozlan (* 1977)

- Gözler, Kemal (* 1966), türkischer Rechtswissenschaftler und Professor für öffentliches Recht

### Gozm
- Gozmar III. († 1184), Graf von Ziegenhain

### Gozn
- Gozney, Richard (* 1951), britischer Diplomat

### Gozo
- Gozon, Dieudonné de († 1353), 27. Großmeister des Johanniterordens

### Gozp
- Gozpel (* 1989), deutscher Rapper

### Gozt
- Goztomuizli († 844), Samtherrscher des westslawischen Stammesverbandes der Abodriten

### Gozu
- Gözübüyük, Serdar (* 1985), niederländischer Fußballschiedsrichter
- Gozuk, Kirill Wadimowitsch (* 1992), russischer Fußballspieler
- Gözükara, Kemal (* 1928), türkischer Unternehmer; Stifter der Arel Universität Istanbul
- Gözüsirin, Tarik (* 2001), türkisch-deutscher Fußballspieler
- Gözütok, Anil (* 2000), deutsch-türkischer Fußballspieler

### Gozw
- Gozwin, Kleriker und Domschulleiter in Lüttich und Mainz
- Gozwin, deutscher Benediktinerabt

### Gozz
- Gozzadini, Angelo (1573–1653), italienischer Bischof
- Gozzadini, Bettisia (1209–1261), bolognesische Juristin und erste Frau als Universitätslehrerin
- Gozzano, Guido (1883–1916), italienischer Dichter
- Gozzano, Mario (1898–1986), italienischer Psychiater
- Gozzi, Carlo (1720–1806), italienischer Theaterdichter
- Gozzi, Giovanni (1902–1976), italienischer Ringer
- Gozzi, Simone (* 1986), italienischer Fußballspieler
- Gozzo von Krems, Kremser Stadtrichter und Landschreiber von Oberösterreich
- Gozzo, Conrad (1922–1964), US-amerikanischer Jazztrompeter
- Gozzoli, Benozzo († 1497), italienischer MalerBenozzo Gozzoli († 1497)

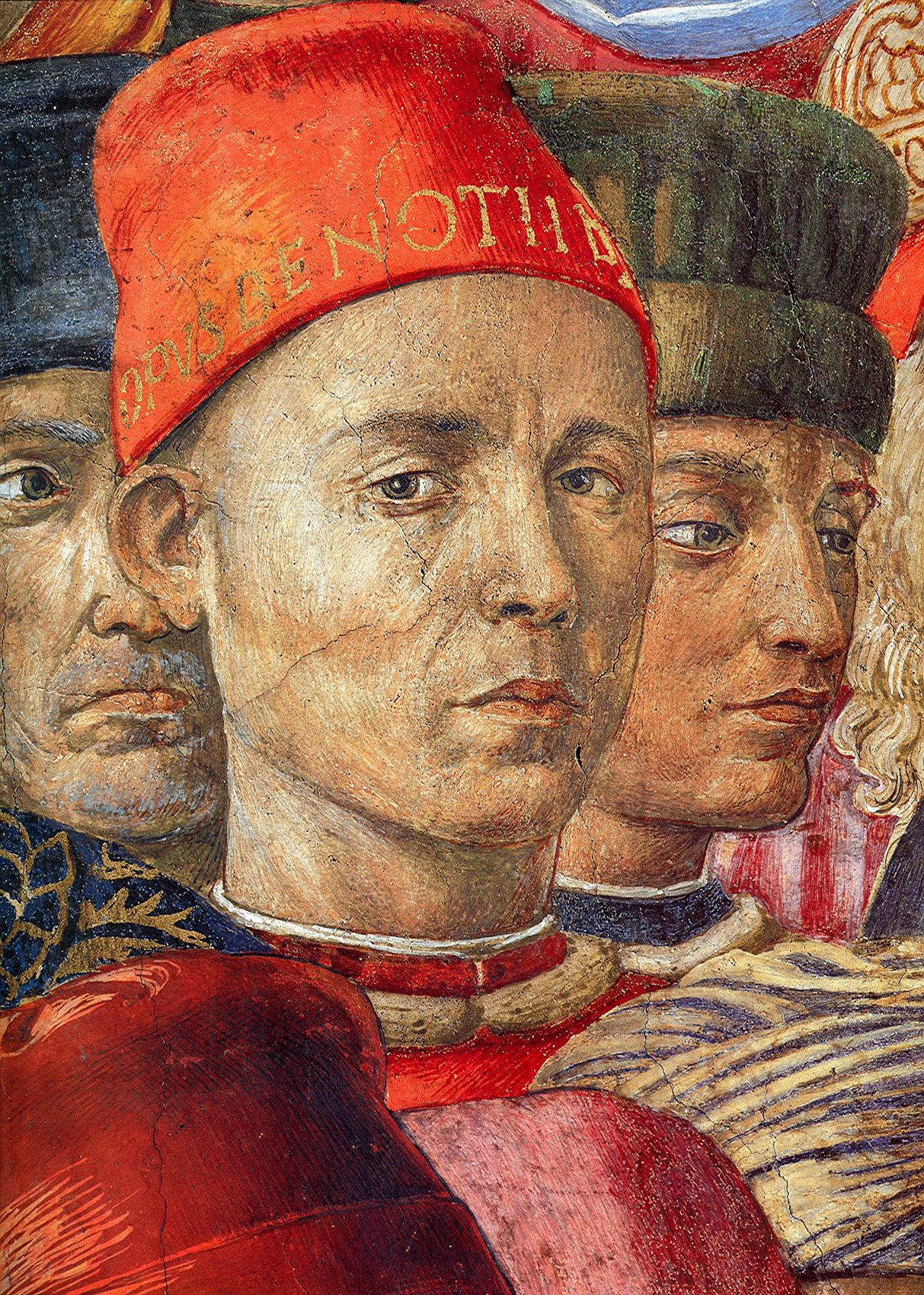
Benozzo Gozzoli († 1497)